# Burnsville (North Carolina)
Burnsville is een plaats (town) in de Amerikaanse staat North Carolina, en valt bestuurlijk gezien onder Yancey County.

## Demografie
Bij de volkstelling in 2000 werd het aantal inwoners vastgesteld op 1623.
In 2006 is het aantal inwoners door het United States Census Bureau geschat op 1649, een stijging van 26 (1,6%).

## Geografie
Volgens het United States Census Bureau beslaat de plaats een oppervlakte van
4,1 km², geheel bestaande uit land. Burnsville ligt op ongeveer 911 m boven zeeniveau.

## Plaatsen in de nabije omgeving
De onderstaande figuur toont nabijgelegen plaatsen in een straal van 28 km rond Burnsville.